# Архидам II
Архидам II (Αρχίδαμος Β΄, Archidamos II) е цар на Спарта от династията Еврипонтиди през 469 пр.н.е. – 427 пр.н.е.. Син е на Зевксидам (син на цар Леотихид II), който умира преди баща си.
Архидам II потушава въстанието на илотите през 464 пр.н.е. В началото на Пелопонеската война от 431 пр.н.е. до 427 пр.н.е. той нахлува с неговите хоплити всяка година (431, 430 и 428) в Атика и опустошава полетата, а жителите се скривали зад „дългите стени“ (τὰ μακρὰ τείχη) между Атина и пристанището Пирея.Павзаний пише: „Този Архидам причинил най-много щети на страната на атиняните, като нахлувал в Атика всяка година, и колчем нахлувал, извършвал опустошителни набези из цялата земя, като с обсада завзел и града на платейците, които били благоразположени към атиняните“. Само през 429 пр.н.е. той се отказва от нападение, заради бушуващата чума, в която умира и атинският политик Перикъл.
Първата фаза на Пелопонеската война от 431 пр.н.е. до 421 пр.н.е. се нарича често също на него Архидамска война, въпреки че Архидам искал по възможност да се избегне войната. Архидам II обсажда и съюзения с Атина полис Платея (429 – 427 пр.н.е.)
Архидам е баща на Агис II, който го наследява на трона и на Агезилай II.